# Пъстри смокове
Пъстрите смокове (Elaphe) са род влечуги от семейство Смокообразни (Colubridae).
Таксонът е описан за пръв път от Йохан Георг Ваглер през 1833 година.

## Видове
- Elaphe anomala
- Elaphe bimaculata
- Elaphe cantoris
- Elaphe carinata – Кралски смок
- Elaphe climacophora
- Elaphe davidi
- Elaphe dione
- Elaphe hodgsonii
- Elaphe moellendorffi
- Elaphe quadrivirgata
- Elaphe quatuorlineata – Ивичест смок
- Elaphe sauromates – Пъстър смок
- Elaphe schrenckii – Амурска змия
- Elaphe taeniura – Тънкоопашат смок
- Elaphe urartica
- Elaphe xiphodonta
- Elaphe zoigeensis